# Fredson Câmara Pereira
Fredson Câmara Pereira (Monção, 22 de febrer de 1981) és un futbolista brasiler que va jugar de centrecampista al Reial Club Deportiu Espanyol de Barcelona, amb qui va guanyar la Copa del Rei.

## Palmarès
| Títol                        | Club         | País      | Any  |
| ---------------------------- | ------------ | --------- | ---- |
| Copa del Rei                 | RCD Espanyol | Catalunya | 2006 |
| Campionat brasiler de futbol | São Paulo    | Brasil    | 2007 |